# Cuba de Zoo
Cuba de Zoo – polska grupa muzyczna wykonująca muzykę rockową.

## Historia
Zespół powstał w 2010 w roku w Ostródzie z inicjatywy Kuby Podolskiego, Adama Goniszewskiego oraz Przemka Nagadowskiego. Nazwa zespołu nawiązuje do głównego bohatera  serii komiksów pt. Tytus, Romek i A’Tomek – Tytusa de Zoo, autorstwa Papcia Chmiela.
Wiosną 2010 roku zespół udostępnił w sieci pierwsze cztery utwory: Czarne auto, Atlantis, Grób i Aqua di Vita. Utwory spotkały się z dużym zainteresowaniem internautów oraz redakcji muzycznej Radiowej Trójki. Piosenka Czarne auto zadebiutowała na Liście Przebojów Programu Trzeciego, gdzie dotarła do 12. miejsca. Debiut sceniczny zespołu odbył się 2 września 2010 roku podczas Festiwalu Młodych Talentów Gramy w Szczecinie, którego zespół został laureatem, a utworem Grób zdobył nagrodę w kategorii najlepsza polska piosenka. Pierwsza radiowa transmisja koncertu odbyła się 3 września ze Studia Koncertowego im. Jana Szyrockiego w Polskim Radiu Szczecin w ramach audycji Piotra Stelmacha Offensywa.
Debiutancki album pt. „Rozkaz” ukazał się 9 maja 2011 nakładem wydawnictwa Mystic Production. Płyta zyskała duże uznanie wśród słuchaczy oraz dziennikarzy muzycznych. Zespół został nominowany przez redakcję muzyczną Trójki do Nagrody Muzycznej Programu Trzeciego – „Mateusz” w kategorii Debiut. Zespół koncertował, grając m.in. na Open’er Festival w Gdyni oraz w Muzycznym Studiu Polskiego Radia im. Agnieszki Osieckiej. W ramach promocji Grupa Revolvika zrealizowała teledysk do piosenki „Grób”.
W roku 2012 zespół został zaproszony na XLIX Krajowy Festiwal Piosenki Polskiej w Opolu, gdzie wykonał utwór "Noc komety" z repertuaru Budki Suflera (oryginalnie utwór zespołu Eloy "Time to turn"), zajmując 2. miejsce w konkursie Debiuty. Utwór Noc komety w aranżacji zespołu dotarł do 4. miejsca na Liście Przebojów Programu Trzeciego. W tym samym roku zespół zagrał jeszcze m.in.na Seven Festival w Węgorzewie.
Jesienią 2012 roku w Rolling Tapes Studio w Srebrnej Górze zespół rozpoczął prace nagraniowe nad kolejnym albumem. 8 sierpnia 2013 roku w Programie Trzecim Polskiego Radia zadebiutował tytułowy singiel zapowiadający album „Trucizna”. Piosenka była 10 tygodni w zestawieniu Listy Przebojów Programu Trzeciego. Został zrealizowany do niej teledysk autorstwa Rafała Wojczala, laureata nagrody Festowalu Polskich Wodeoklipów Yach Film.
9 września 2013 odbyła się premiera płyty Trucizna. Została bardzo dobrze przyjęta przez słuchaczy, środowisko muzyczne i dziennikarzy. Zespół powtórnie zagościł w audycji Piotra Stelmacha Offensywa. Został również zaproszony przez zespół Happysad na wspólne koncerty.

## Dyskografia
Albumy
| Tytuł        | Dane dot. albumu                                     |
| ------------ | ---------------------------------------------------- |
| Rozkaz       | - Data: 9 maja 2011 - Wydawca: Mystic Production     |
| Trucizna     | - Data: 9 września 2013 - Wydawca: Mystic Production |
| Ciałokształt | - Data: 1 kwietnia 2016 - Wydawca: Arte 101 Records  |

Single
| "Czarne auto"                         | 2010 | 12 | —  | Rozkaz       |
| "Grób"                                | 2011 | 12 | 1  | Rozkaz       |
| ''Sztorm''                            | 2011 | —  | 9  | Rozkaz       |
| "Noc komety"                          | 2012 | 4  | 6  | —            |
| "Trucizna"                            | 2013 | 35 | —  | Trucizna     |
| "Dom"                                 | 2013 | 34 | —  | Trucizna     |
| "Historia z ognia" (gościnnie: Maleo) | 2015 | —  | 19 | Ciałokształt |
| "Kilowaty"                            | 2016 | —  | 27 | Ciałokształt |
| "—" singel nie był notowany.          |      |    |    |              |